# Țațu, Caraș-Severin
Țațu este un sat în comuna Cornereva din județul Caraș-Severin, Banat, România.